# Проконсул (род)
Проконсул (лат. Proconsul) — род ископаемых приматов, семейства проконсулид (Proconsulidae) эпохи миоцена, существовавший 21-17 млн лет назад в Африке. Выделяют 3—5 видов. Вид P. major из Уганды описывали как Ugandapithecus major и Ugandapithecus gitongai, а затем выделили в отдельный род моротопитек (Morotopithecus bishopi). Виды P. heseloni и P. nyanzae в 2015 году выделили в отдельный род Ekembo (E. heseloni и E. nyanzae).
Масса тела у разных видов от 10 до 40 кг. Обитали в тропических лесах. В облике сочетались признаки мартышковых и человекообразных обезьян. Некоторые авторы считают их ранними человекообразными, другие — общими предками мартышковых и человекообразных, существовавшими до разделения этих групп.
Признаки проконсула, характерные для мартышковых: тонкий слой эмали на зубах, хрупкое телосложение, узкая грудная клетка, короткие передние конечности, манера передвижения по ветвям, опираясь на все четыре лапы.

## Открытие и классификация

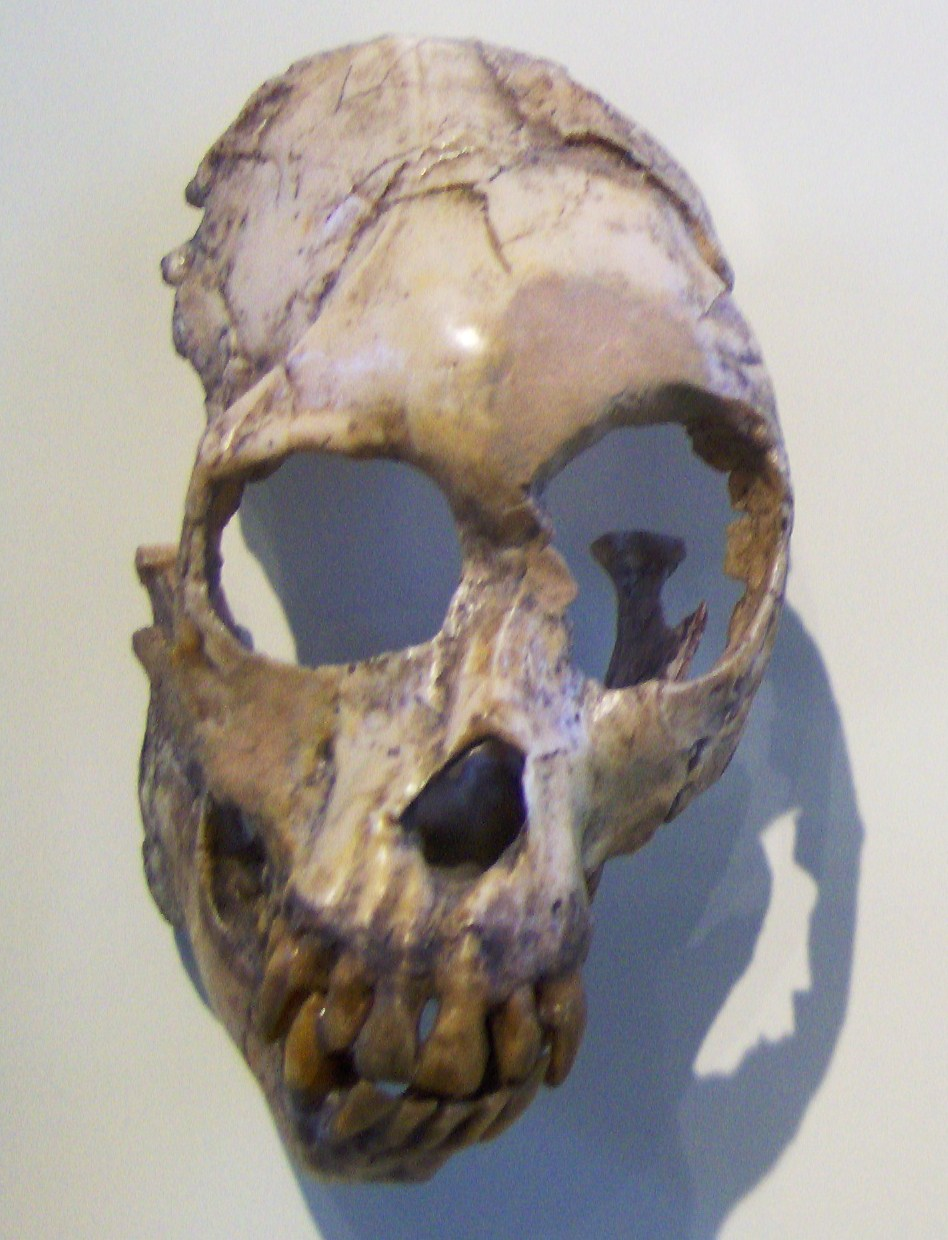
Череп проконсула KNM-RU 7290, найденный Мэри Лики на острове Русинга в 1948 году. 18 млн лет. Музей естествознания в Лондоне

Первая находка, часть челюсти проконсула, была сделана в Кении в 1909 году. Наименование было дано в 1933 году Артуром Хопвудом и означает «до Консула». В то время кличка Консул часто использовалась в цирке для дрессированных шимпанзе. Хопвуд во время экспедиции в Африку вместе с Луисом Лики в окрестностях озера Виктория нашёл ископаемые остатки ещё трёх особей этого рода и дал им родовое и видовое название (P. africanus), полагая, что имеет дело с предком шимпанзе.
На острове Русинга 2 октября 1948 года Мэри Лики нашла почти полный скелет KNM-RU 7290, принадлежащий виду Proconsul heseloni Walker et al., 1993 возрастом 18 млн лет.
Более поздние находки поначалу относили к этому же виду, но впоследствии классифицировали в несколько видов того же рода. Поскольку всё новые и новые находки XX века часто вынуждали палеоантропологов менять свои прежние взгляды, общепринятая классификация ископаемых гоминид до сих пор не установилась, и одни и те же животные в разных изданиях могут иметь различные названия. Находки проконсула африканского обозначались также под названиями Dryopithecus africanus, Sivapithecus africanus и Kenyapithecus africanus.

## Описание рода

### Проконсулины, ньянзапитецины, афропитецины
В семействе проконсулид представлены самые древние из известных человекообразных приматов. На данном этапе развития антропогенеза и палеонтологии ведутся активные исследования и дискуссии на тему включения в род видов, которые к нему относятся. Вызывает споры вопрос градации видов, которые уже включены в род. На данном этапе его составляют подсемейства Proconsulinae — проконсулины, Nyanzapithecinae — ньянзапитецин и Afropithecinae — афропитецин.
Самым первичным и примитивным является камойяпитек, период жизни в конце олигоцена, интервал между 27,5—24,2 миллиона лет назад, Кения. В определённых чертах имеет сходство с сааданиусом. Камойяпитек входит в звено между примитивными узконосыми приматами и человекообразными. При этом ряд черт даёт основания включать его именно в подсемейство Проконсулин, род Проконсулы.

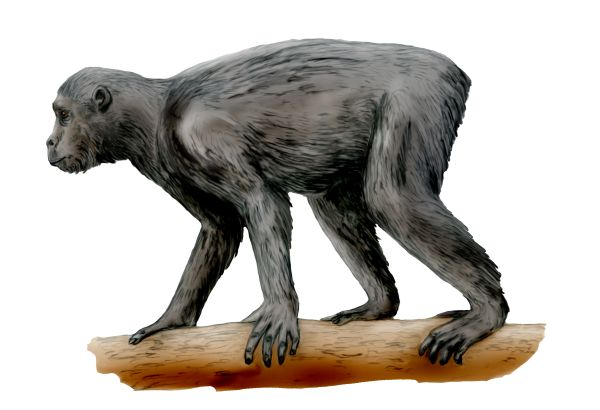
Проконсул

Проконсулины видов Proconsul, Kalepithecus, Limnopithecus, Nacholapithecus обитали в Восточной Африке 20—15 миллионов лет назад. Как правило, размерами были меньше современных шимпанзе. Проконсулы Хелесони (P. heseloni) имели массу тела 9—11 кг у самок и 20 кг у самцов. Проконсулы P. nyanzae — 26—28 и 35—38 кг соответственно. Исключение составляли большие по размерам проконсулы africanus — достигали 63—87 кг. Ряд черт роднит проконсулов с шимпанзе, при этом есть массив отличий. Слабое надбровье, сравнительно небольшие размеры морды и клыков, узкое носовое отверстие, мелкое нёбо; мозг у самок — 130,3 см³. Это значение веса и объёма мозга вдвое меньше средних показателей шимпанзе. Сравнимо по размерам с самцами сиамангов. На треть меньше, чем у павиана анубиса. Форма мозга имела сходство с широконосыми обезьянами. По строению зубов проконсулов не получается установить, кому они приходятся предками, по причине того, что зубы имеют универсальное строение, не слишком толстую эмаль. По толщине эмали учёные могут определять положение родов в систематике древних гоминид.
Тело и конечности древних человекообразных не сходны с современными шимпанзе. Передвигались проконсулиды и, в частности, проконсулины примитивнее, чем шимпанзе. Они бегали на четвереньках, с опорой на раскрытую ладонь, в то время как современные шимпанзе опираются на костяшки. Длина рук и ног у проконсулин была почти одинаковой. Морфология их тела не была приспособлена для активного лазания по веткам и деревьям. Они не имели природных механизмов для вертикального лазания и подвешивания. Находки палеонтологов, такие как Proconsul heseloni (17-18,5 млн лет назад), говорят о том, что данный вид передвигался исключительно на четырёх конечностях, а не на двух. Его лопатки имеют сходство с современными колобусами — эти приматы также не умеют подвешиваться на ветвях и не имеют биомеханики, приспособленной для таких действий. В запястьях сохранена центральная кость, сохранявшая подвижность в течение жизни, такая же присутствует у широконосых и мартышкообразных обезьян. У горилл, шимпанзе и человека центральная кость срастается с ладьевидной ещё на стадии эмбриона и в жизни уже не подвижна. Подвздошная кость сходна с костью мартышкообразных. На седалищной кости нет специфической бугристости. Это говорит о том, что данный вид сидел и спал в позах, схожих с широконосыми обезьянами, а не с узконосыми. Строение стопы похоже на таковое у древесных приматов, Также у P. heseloni была специфичная кость — прехаллюкс, она встречается у широконосых египтопитеков и гиббонов и отсутствует у мартышкообразных и высших человекообразных.

### Нахолапитек, экембо, руквапитек

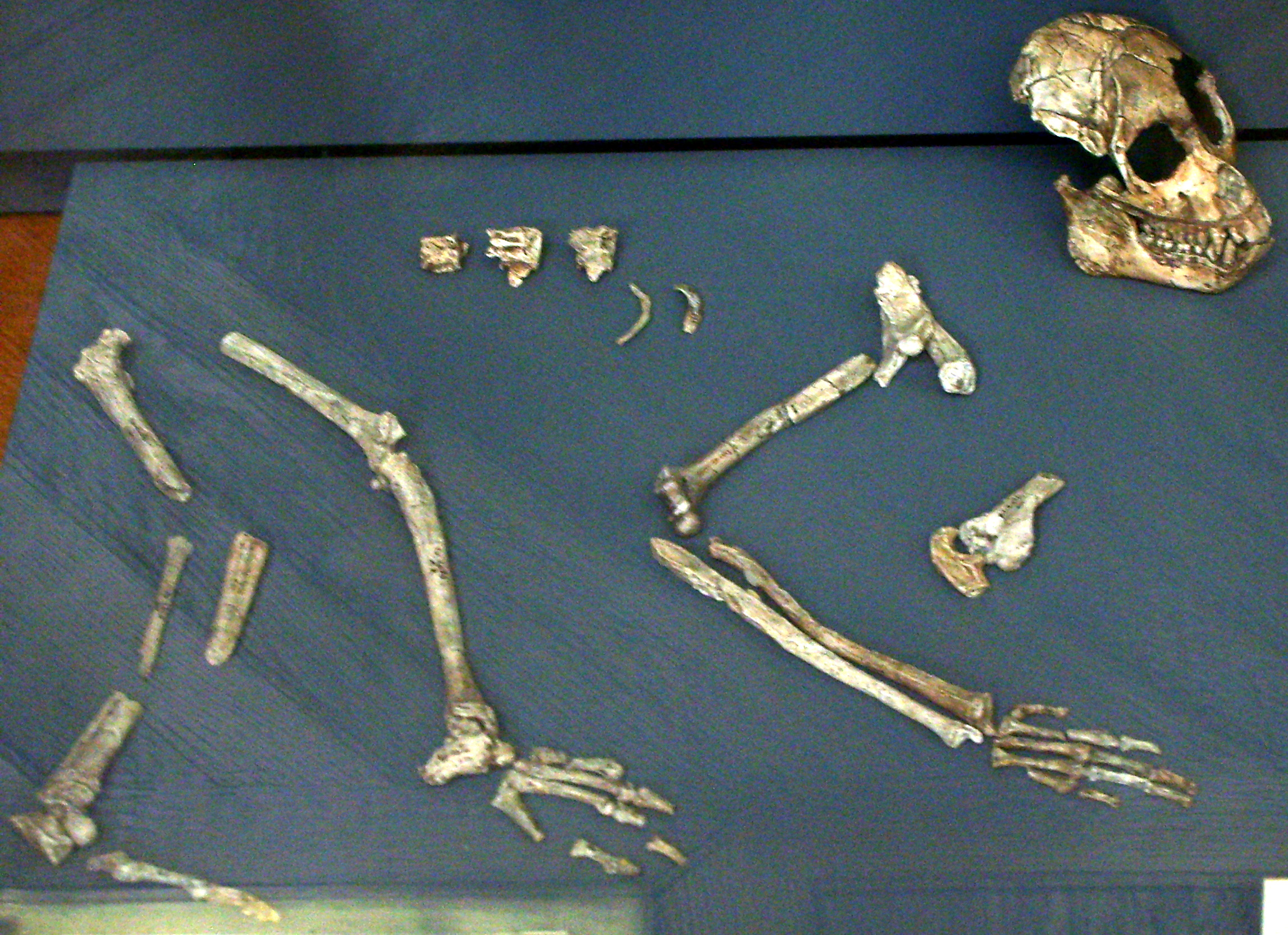
Ископаемые остатки Proconsul nyanzae, Музей естествознания (Париж)

Более поздний по периоду — нахолапитек (Nacholapithecus) (15—16 млн лет назад), найденный в Кении, уже имел способности к вертикальному лазанию по деревьям, руки относительно ног у него стали удлиняться. При этом оба вида были без хвостов, что говорит о постепенном дрейфе в сторону всё большего сходства с современными человекообразными видами, это резко выделяет проконсулин, на фоне шимпанзе и прочих обезьян и говорит о том, что отпадание необходимости в хвосте, произошло значительно позже времени жизни австралопитеков и других непосредственных предков человека разумного.
При дальнейшей, уточняющей систематике семейства проконсулид, появляется ряд дискуссионных моментов. Изначально проконсулиды — проконсулы, относились к единому роду дриопитеки. Затем они были выделены в отдельный род. В дальнейшем, с ростом числа находок, возросла сложность рода Проконсулид и потребовалось выделение ряда семейств и подсемейств. На данном этапе ведётся активная исследовательская работа, новые находки прорабатываются и сравниваются. К 2015 году был выделен новый род — Ekembo.
В роде Proconsul сохранились виды P. africanus, P. major, P. meswae. В новом роде Ekembo — E. heseloni и E. nyanzae Однако разделение родов Proconsul и Ekembo на данном этапе исследований не является эталонным и в будущем возможны изменения, в силу того, что на уровне видов различия научно обоснованы, но на уровне родов таких веских различий пока не выявлено.

Схематическая реконструкция, включая пропорции тела.

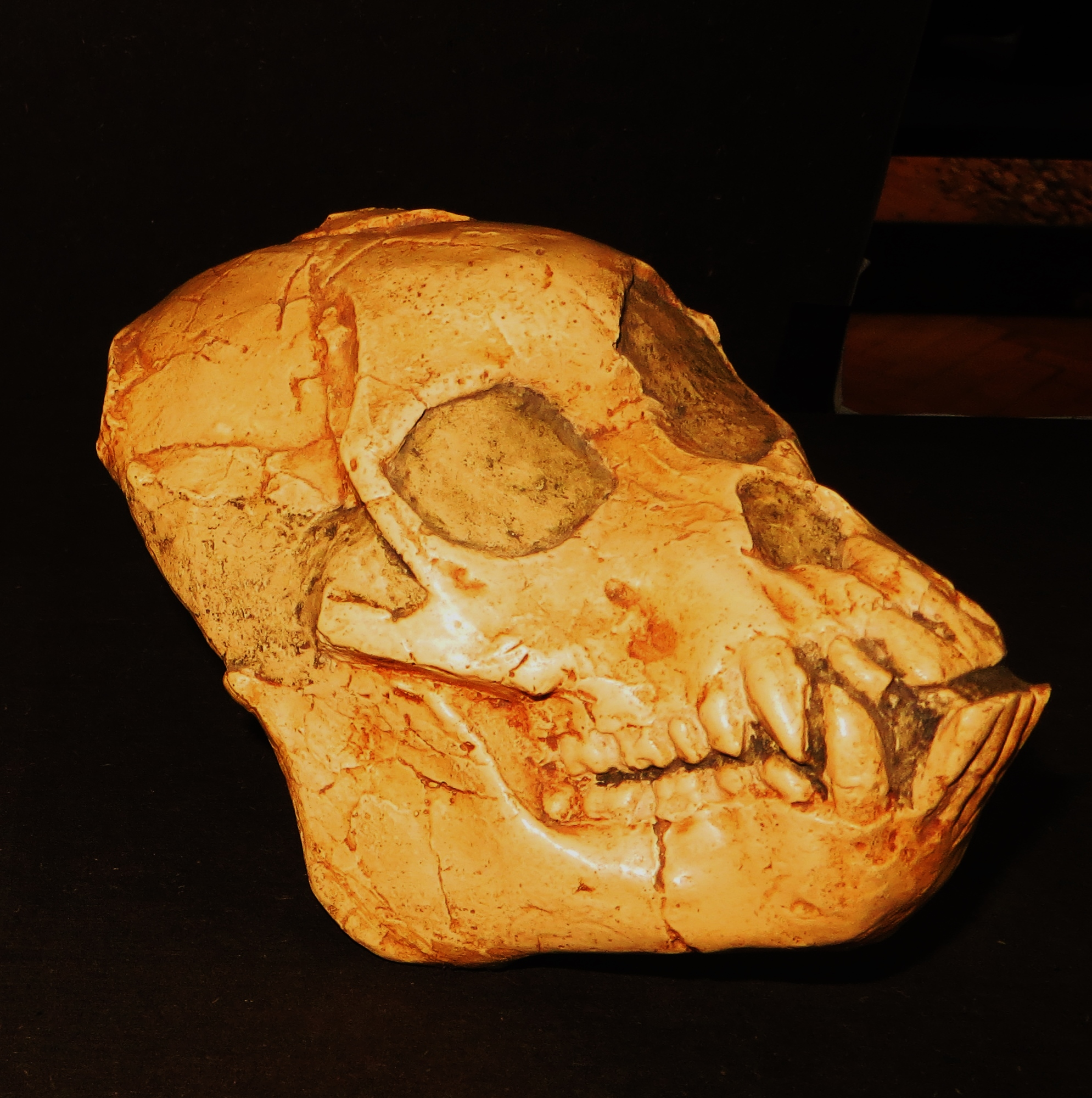
Proconsul heseloni

Руквапитек — Rukwapithecus fleaglei, обитавший 25,2 млн лет назад в Танзании, жил в тот же период что и камойяпитек. Но имел сходство больше с ньянзапитецинами (Nyanzapithecinae) — Mabokopithecus, Nyanzapithecus, Rangwapithecus, Turkanapithecus. Ископаемые остатки ньянзапитецинов находят в слоях, датируемых 19—13 млн лет назад. Из них лучше всего изучен турканапитек — Turkanapithecus, он напоминал современных шимпанзе, но имел значительно меньшие размеры — около 10 кг и мозг объёмом 84,3 см³. Мозг его сравним по размерам с мозгом макаки, меньше чем у гиббонов и в 5 раз меньше чем у шимпанзе. Масса особей данного подсемейства колебалась между 10—15 кг.

### Афропитецины, моротопитек, угандопитек, экваториус
Третье подсемейство проконсулид (Proconsulidae) — афропитецины (Afropithecinae). Они обитали между 21,5—14 млн лет назад в лесах Восточной Африки. В этом подсемействе, наряду с обитавшими в Африке Afropithecus, Equatorius и Morotopithecus, интересен гелиопитек Это первый гоминид, который жил вне Африки между 17—18 млн лет назад, на территории нынешней Саудовской Аравии. По сути, это первый гоминид, который участвовал в волне расселения из Африки. Он имеет более примитивное строение, чем африканские виды этого подсемейства. Предполагается, что данный вид повлиял на дальнейшую эволюцию всех последующих европейских и азиатских гоминидов.
Моротопитек — самый древний по датировке афропитецин и один из самых древних гоминидов, которые найдены и изучены на данный момент. Он примитивнее гиббонов и больше схож с мартышкообразными. При этом он обладал большим весом от 40 до 50 кг и в общем профиле напоминал по строению крупную человекообразную обезьяну. Вёл образ жизни, связанный с древолазанием, он мог взбираться на деревья в вертикальном положении, цепляясь за ветви руками, так же, возможно он умел брахиировать — то есть перемещаться так, как современные обезьяны, последовательно цепляясь руками за ветви. Есть вероятность, что моротопитеки являются предками более поздних человекообразных обезьян.
Данная теория основывается на том, что именно активное вертикальное древолазание, вкупе с брахиацией, позволило анатомии первых гоминид измениться в сторону постепенного отказа от хождения на четырёх конечностях и перехода к прямохождению. Так, постоянная нужда в брахиации изменила положение тела с горизонтального, как у большей части млекопитающих, ходящих на четырёх конечностях, на вертикальное, при котором в организме гоминид произошли резкие изменения. Внутренние органы, включая мочевой пузырь, матку, лёгкие, почки, печень сместились вниз. Вкупе с этим, происходило заметное развитие грудных мышц и мускулатуры рук и верхней части туловища в целом. Гоминиды стали приобретать специфические черты, которые сейчас наиболее заметно представлены у горилл — мощные руки и грудная клетка, способность постоянно поднимать свой собственный вес руками, подтягиваясь. Сильная грудная клетка и руки так же заметны у шимпанзе, орангутанов. Подобный эволюционный виток не дал гоминидам потерять массу тела и при этом, при сохранении относительно крупных размеров, гоминиды не стали медленнее или слабее и могли активно и умело защищать себя от нападения любых хищников. Так же, крупные размеры позволили сохранить и в последующем увеличивать размер и объём мозга, что было бы невозможно, если масса и габариты тел гоминид стали бы уменьшаться.

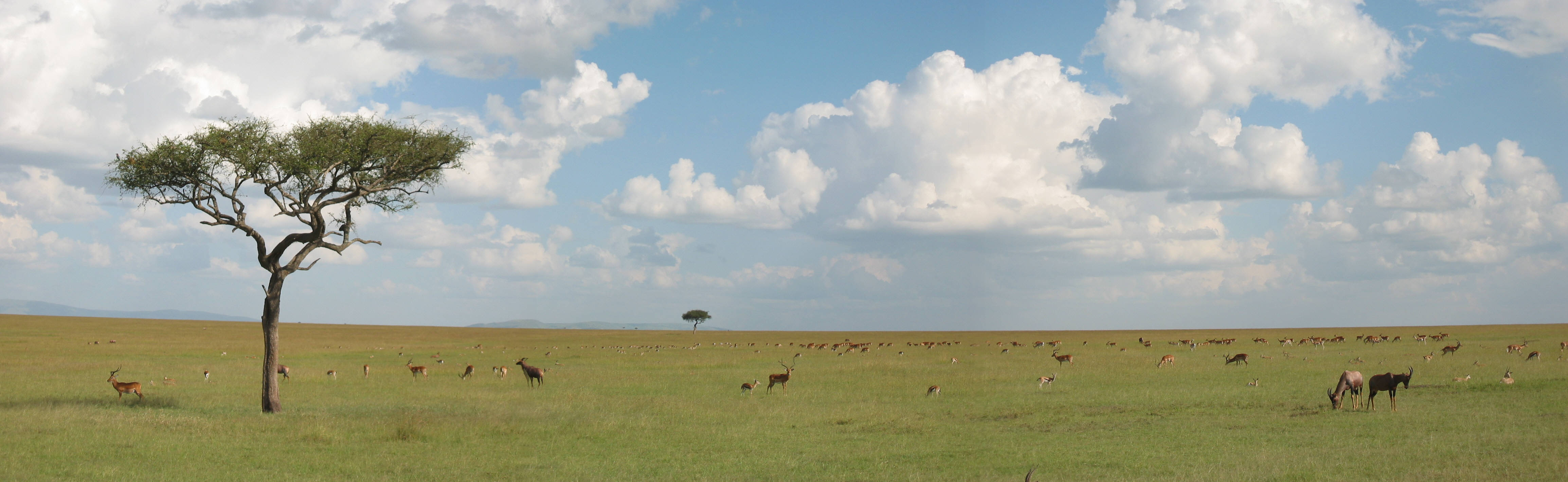
Саванна в Кении

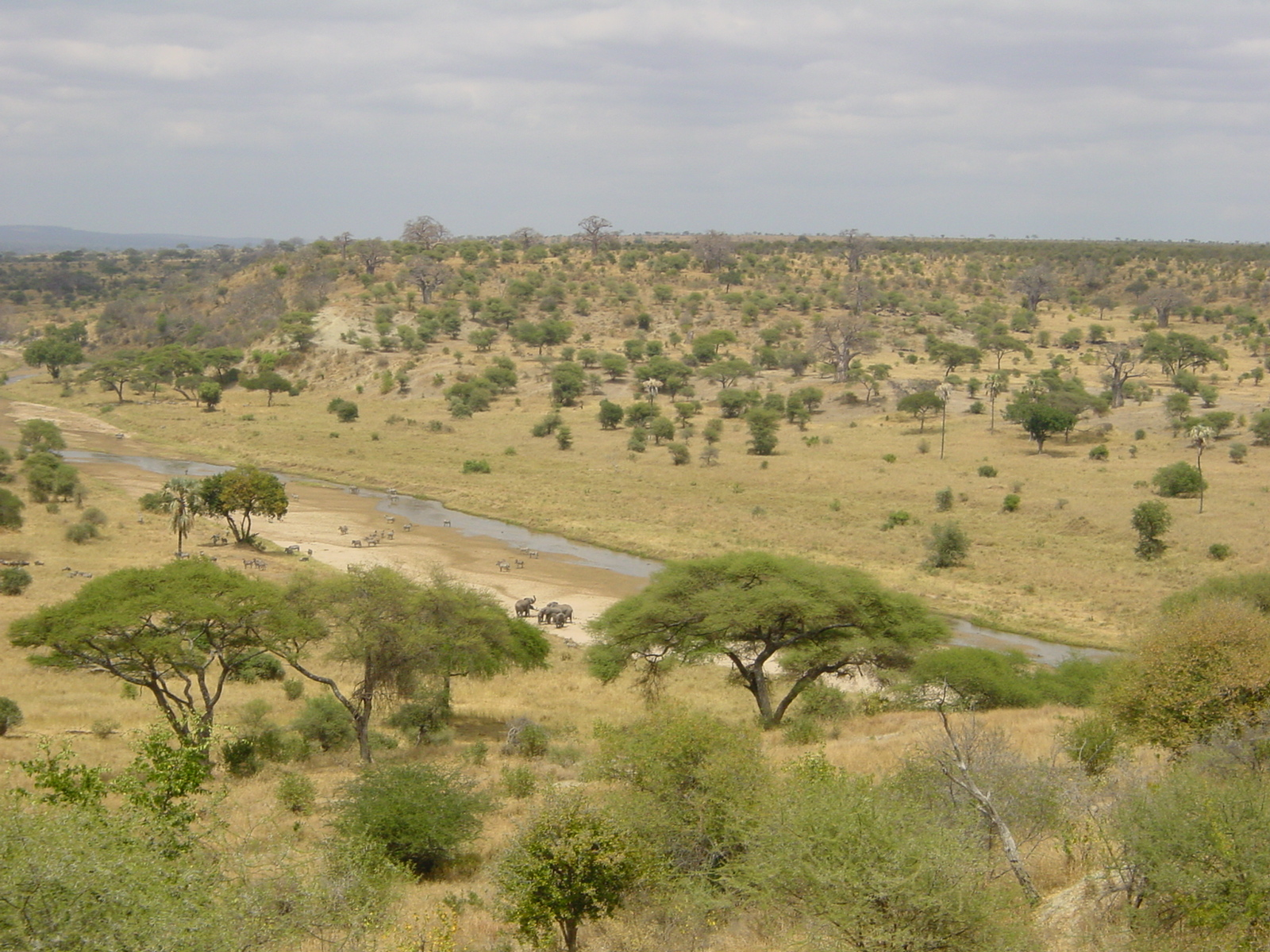
Саванна в Танзании

Схожие виды обнаружены в Кении и Уганде — описаны как угандопитеки (Ugandapithecus) — U. meswae, U. legetetensis, U. major и U. gitongai. Ugandapithecus major достигал веса 60—90 кг. Хорошо изученный афропитек (Afropithecus turkanensis) выделяется наличием крупных клыков у самцов и самок, что не характерно при классическом половом диморфизме. В современных видах подобное резкое различие заметно на мандрилах. В случае с афропитеками, клыки скорее всего использовались для питания твёрдыми семенами и орехами, а не для драк и самозащиты. Примером ковергентной эволюции в современный период, могут служить виды мохнатые саки и уакари, имеющие сходное строение клыков и пропорции черепа.
Экваториус африканус (Equatorius africanus) — жил между 15,4—15,6 млн лет назад, Кения. Вёл полу-наземный образ жизни. По степени приспособленности к наземному образу жизни, не достигал уровня павианов, но в тот период это был первый вид гоминид, так хорошо приспособившийся к данному образу жизни. Экваториус является начальным этапом в освоении гоминидами полностью наземного образа жизни и последующей миграции и расселения по африканской саванне.
Otavipithecus namibiensis — обнаружен в Намибии. Родственен афропитецинам, имеет древность 13 млн лет. По уровню развития был ниже афропитецин и больше сходен с плиопитеками и дендропитецидами.

## Сходства проконсулов и человекообразных приматов
Прорезывание постоянного первого нижнего моляра у афропитека по срокам совпадает с шимпанзе. В сравнении с мартышкообразными, это более длительный срок, что указывает на возможность более длительного детства у детёнышей афропитеков, позволявшее обучать их большему количеству навыков.

## Таксономия
- Proconsuloidea or Hominoidea
  - Proconsulidae Leakey, 1963
    - Proconsulinae Leakey, 1963
      - Proconsul Hopwood, 1933

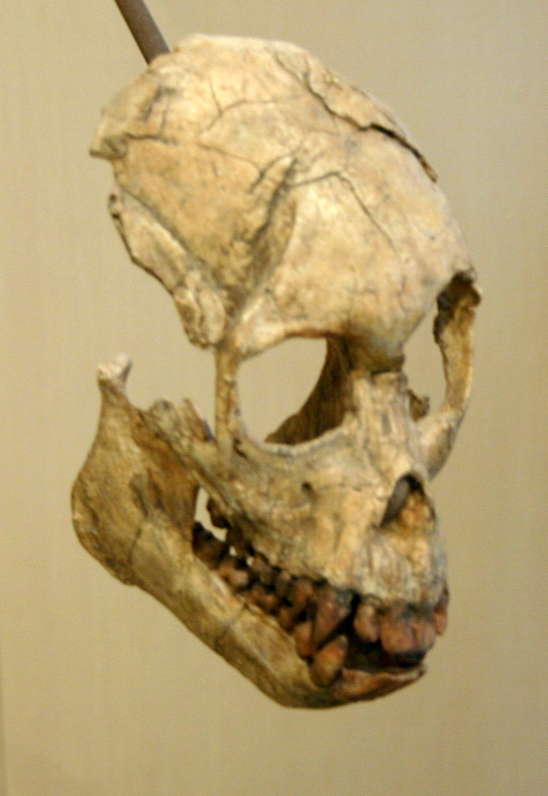
Череп Proconsul heseloni

        - Proconsul africanus Hopwood, 1933
        - Proconsul gitongai Pickford and Kunimatsu, 2005
        - Proconsul heseloni Walker et al., 1993
        - Proconsul major Le Gros Clark & Leakey, 1950
        - Proconsul meswar Harrison and Andrews, 2009

    - Nyanzapithecinae Harrison, 2002
      - Nyanzapithecus Harrison, 1986
        - Nyanzapithecus harrisoni Kunimatsu, 1997
        - Nyanzapithecus pickfordi Harrison, 1986
        - Nyanzapithecus vancouveringorum Andrews, 1974

      - Mabokopithecus von Koenigswald, 1969
        - Mabokopithecus clarki von Koenigswald, 1969

      - Rangwapithecus Andrews, 1974
        - Rangwapithecus gordoni Andrews, 1974

      - Turkanapithecus Leakey & Leakey, 1986
        - Turkanapithecus kalakolensis Leakey & Leakey, 1986